# Unirea Republicii Moldova cu România

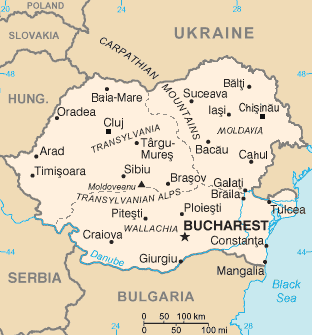
Hartă a statului care ar rezulta din uniunea dintre România și Moldova

Unirea Republicii Moldova cu România (și, prin aceasta, intrarea Republicii Moldova în Uniunea Europeană și în NATO, și scoaterea sa din CSI) este obiectivul politic al unor mișcări din ambele țări, până acum  neîncheiată, așa cum reiese din faptul că unirea nu a avut încă loc.

## Contextul politic

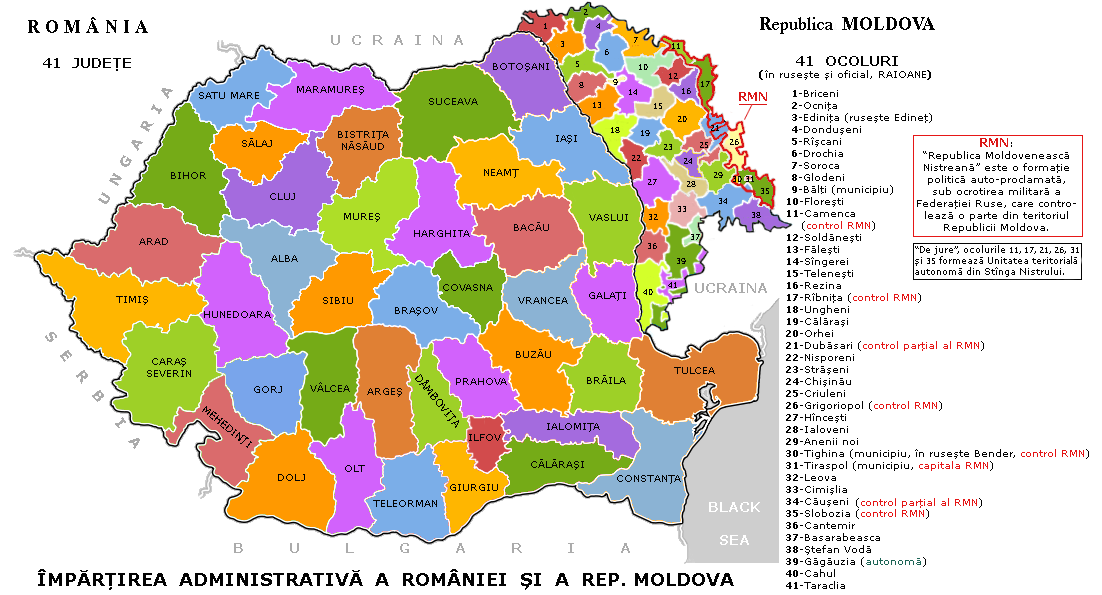
Hartă a împărțirii administrative actuale a României și a Republicii Moldova

- Mișcarea Unionistă. În măsura în care prima Republică Democratică Moldovenească s-a unit cu România la data de 9 aprilie 1918, se poate vorbi despre o re-unificare a Republicii Moldova cu România, mișcare inițiată în ambele țări la începutul anilor 90, după ce Moldova și-a declarat independența față de Uniunea Sovietică. Spre deosebire de naționaliștii care promovează revenirea în cadrul României a tuturor teritoriilor cedate Uniunii Sovietice în 1940, unioniștii se limitează la promovarea unei reunificări pașnice și democratice a Republicii Moldova cu România având ca model Reunificarea Germaniei după anul 1989.
- Anti-unionismul. În Republica Moldova, anti-unioniștii, regrupați astăzi în coalițiile dominate de Partidul Comuniștilor din Republica Moldova și Partidul Socialiștilor din Republica Moldova, comuniști și socialiști cuprind atât minoritățile conlocuitoare (o treime din populația republicii) cât și o parte însemnată dintre băștinașii moldoveni românofoni, care se tem de modelul capitalist, politic și economic, românesc și european, preferând să rămână în modelul rusesc post-sovietic reprezentat de CSI. În România nu există concret o mișcare anti-unionistă structurată, ci mai degrabă o majoritate de alegători cărora această chestiune le este indiferentă, care nu au zilnic această preocupare. O parte din cercurile conducătoare din România au în vedere și costul economic al unei uniri și de intrarea în colectivul național a mai bine de un milion de cetățeni de origine etnică rusă, ucraineană, bulgară, găgăuză sau altele, dintre care mulți nu cunosc limba română decât tangențial[1].

Potrivit sondajelor din februarie, 2014, 54% din locuitorii Republicii Moldova doreau să devină cetățeni români, iar 32% nu erau interesați de acest lucru. Iar Potrivit sondajului din noiembrie 2006, se constată că o majoritate de 85% dintre cei care-și doresc pașaportul românesc se gândesc în primul rând la posibilitatea de a circula liber în Uniunea Europeană. Alții – 19% – vor să aibă cetățenia pentru a putea munci și/sau locui în România, în timp ce 14% doresc să fie cetățeni români pentru că se consideră români.

## Fapte istorice

#### Identitatea și luptele în jurul acesteia
În mentalul colectiv al populațiilor românești, existau, ca moștenire a trecutului medieval, percepții pur locale privind identitatea colectivă: oamenii se defineau ca ardeleni (sau chiar ungureni), bănățeni, olteni, munteni, moldoveni sau dicieni (în Dobrogea), deși se știau cu toții vorbitori ai aceleiași limbi românești. Mișcarea pentru reunificarea Republicii Moldova cu România este continuarea în zilele noastre a unei mișcări unioniste începută încă din secolul XIX, care avea ca scop crearea unui stat întregit național pentru toți vorbitorii limbii Daco-Romane care locuiau în principatele Moldova și Țara Românească, cât și în imperiile Austro-Ungaria, Otoman și Rus, mai precis în Transilvania, Bucovina, Dobrogea și Basarabia. Această mișcare se înscria în procesul european de constituire a națiunilor moderne, care s-a concretizat în 1859 într-o parte din spațiul românesc prin Unirea Principatelor Moldova și Țara Românească, în 1861-1870 prin unirea principatelor și regatelor italiene, în 1871 prin unirea principatelor și regatelor medievale germane și în 1918, din nou în spațiul carpato-dunărean românesc prin unirea restului teritoriilor românești, inclusiv Basarabia (Est-Moldova).
Uniunea Sovietică însă, teritorial continuatoare a politicii Imperiului Țarist Rus, nu a recunoscut această unire și încă înainte de cel de Al Doilea Război Mondial, creează Regiunea Autonomă Moldovenească din Ucraina, pe malul stâng al Nistrului, unde este promovată o identitate etnică (așa-zisă) moldovenească, ce ar fi diferită de cea română, aceasta din urmă fiind asociată cu „opresorii capitaliști” (români). După al Doilea Război Mondial, deși România devenise un stat comunist, Uniunea Sovietică a continuat promovarea acestei identități moldovenești „neromâne”, pentru a justifica etnic despărțirea Est-Moldovei de țara-mamă, România, adică anexarea Basarabiei și a Bucovinei de Nord, deși rusa nu are nimic comun nici cu așa-zisa limba moldoveană „sovieticǎ”, promovată de Moscova ca „neromânească”.

#### Situația particulară din Republica Moldova
Unirea tuturor teritoriilor cu majoritate românofonă la 1 decembrie 1918 este rezultatul susținerii conceptului unionist în teritoriile respective, de către o elită intelectuală puternică : „deșteptătorii neamului”. Dar, în prejma Primului Război Mondial, în Basarabia, dat fiind că o mare parte a populației trăia în mediul rural și era analfabetă, ca urmare a politicii rusificatoare a Imperiului Rus de interzicere a învățământului în limba română, și a interzicerii generale a limbii române în gubernia Basarabiei, „deșteptătorii neamului” erau mai puțin numeroși ca în alte teritorii românofone. Fiind însă majoritari în „Sfatul Țării”, Basarabia a fost primul teritoriu românofon unit cu vechiul regat al Românei, în martie 1918. Mărturiile antebelice relevă însă faptul că în acel moment majoritatea locuitorilor încă se identificau ca fiind „moldoveni” și nu ca „români”, nu din cauză că ar fi respins „identitatea românească”, ci deoarece „așa apucaseră din bătrâni să-și spună”. Trecerea Basarabiei de la un stat la altul de patru ori într-un răstimp scurt în anii 1918-1944 a avut ca urmare o receptivitate mai redusă a populației atât față de ideea că ar fi români, mai ales în mediul rural, în mentalul colectiv păstrându-se mai degrabă o identitate locală, moldovenească. După 1940, o mare parte dintre „deșteptătorii neamului” se refugiază la apus de Prut, partea rămasă în Basarabia fiind deportată sau marginalizată de autoritățile sovietice.
Astfel, elita românească care s-a menținut în teritoriile românofone rămase în România, a dispărut în mare parte din Republica Moldova, fiind înlocuită cu o elită rusă, rusofonă sau rusificată : din aceste motive, în cadrul teritoriului actual al Republicii Moldova, se poate remarca o absență vizibilă a sentimentului românității din mentalul colectiv al majorității populației românofone actuale. Politica moldovenistă impusă de către URSS în regiune după crearea Republicii Sovietice Socialiste Moldovenești, a constat în ridicarea apartenenței locale moldovenești la rangul de sentiment național, conform doctrinei că ar exista o limbă română și o alta, distinctă, moldovenească. Pentru a evidenția „diferențele” dintre ele, „moldoveneasca” era scrisă folosind un alfabet chirilic „moldovenesc” derivat artificial din alfabetul rus - spre deosebire de cel român, scris în alfabet latin, și spre deosebire de cel greco-slavon vechi, folosit în vechiul principat al Moldovei. Vrând, nevrând, majoritatea populației a acceptat treptat această definiție al identității naționale moldovenești, mai ales că ei dintotdeauna își spuseseră „moldoveni”. Această nouă interpretare a identității locale a umplut golul pe care îl lăsase eșecul administrației românești care, în numai 22 de ani, nu avusese timp să fructifice în mentalul colectiv basarabean un sentiment puternic al românității, ca în celelalte regiuni românofone rămase în cadrul României după 1945.
Astfel, la aproape 2 secole de la ocuparea Basarabiei de către Rusia Țaristă, în Republica Moldova, deși există o semnificantă parte a populației (mai ales printre cei tineri) care susține românismul, majoritatea vorbitorilor de limbă română din această țară nu se consideră români, ci moldoveni. Acest fapt este un obstacol la fel de important în calea mișcării pentru reunificare a Republicii Moldova cu România, ca și problemele transnistreană și găgăuză.

#### Mișcarea unionistă în vremea Uniunii Sovietice
Frontul Național-Patriotic din Basarabia și Nordul Bucovinei (FNP) a fost înființat în ilegalitate în 1972, de către un grup condus de Gheorghe Ghimpu (n. 26 iulie 1937, d. 13 noiembrie 2000), fratele fostului președinte interimar al Republicii Moldova, Mihai Ghimpu. Printre conducătorii FNP din Basarabia erau Alexandru Usatiuc-Bulgăr, Gheorghe Ghimpu si Valeriu Graur. În Bucovina de Nord, mișcarea era coordonata de Alexandru Șoltoianu. Deținut politic în perioada sovietică pentru acest act, Fondator al Mișcării de Eliberare Națională, Gheorghe Ghimpu a fost primul care a dat jos drapelul sovietic și a arborat tricolorul pe clădirea Parlamentului, actualmente Președinția Republicii Moldova, la data de 27 aprilie 1990. G. Ghimpu a fost membru al Comitetului Executiv al Frontului Popular din Moldova și deputat în primul Parlament al Republicii Moldova ales în mod democratic 1990 la Chișinău.
Frontul Național-Patriotic, dovedește, prin programul său, cât de neinformați erau întemeietorii săi : sub impactul refuzului lui Ceaușescu de a participa la intervenția trupelor Pactului de la Varșovia în Cehoslovacia în 1968, FNP decide să ceară sprijin României comuniste (!) în lupta împotriva puterii sovietice. FNP avea drept scopuri nu mai puțin decât ieșirea Moldovei din componența URSS, formarea unei „Republici Populare Moldovenești” cuprinzând și celelalte teritorii românofone din zonă (Nordul Bucovinei, Sudul Basarabiei, teritoriile fostei RASSM) și unirea ulterioară a acesteia cu România. Drapelul Republicii Populare Moldovenești urma sa devina tricolorul, cu o panglică neagră în diagonală, până la realizarea Unirii. Un alt scop era organizarea de alegeri libere pentru organele de conducere ale statului. Limba română pe baza alfabetului latin trebuia sa devină limbă oficială. Pentru aceasta, la 29 martie 1969, Alexandru Usatiuc-Bulgăr, aflat în vizită la București, lasă în cutia poștală a oficiului poștal nr.6 de la Gara de Nord un plic conținând 70 de pagini privitoare la activitatea și scopurile FNP. Anul următor, A. Usatiuc-Bulgăr mai vine o dată la București, cu această ocazie mergând, pe 12 iunie 1970, la sediul Consiliului de Stat al României. Președintele Consiliului de Stat, Nicolae Ceaușescu, nu-l primește în audiență. Usatiuc-Bulgăr se întâlnește, până la urmă, cu trei consilieri de-ai lui Ceaușescu (consilierul-șef Predescu și alți doi consilieri care nu s-au prezentat). Audiența durează 3 ore și 40 de minute, Usatiuc-Bulgăr explicând cu amănuntul activitatea FNP. La plecare, lasă și o serie de documente ale FNP.
Pe 30 iunie 1970, printr-o scrisoare strict secretă nr. 14006418, Ion Stănescu, Președintele Consiliului Securității de Stat al Republicii Socialiste România, îl informa pe Președintele KGB al URSS, Iuri Andropov, despre vizita cetățeanului sovietic Usatiuk Aleksandr. Împreună cu scrisoarea, Stănescu îi trimite lui Andropov și plicul cu documentele lăsate de Usatiuc-Bulgăr. Ca urmare, Alexandru Usatiuc-Bulgăr, Gheorghe Ghimpu, Valeriu Graur și Alexandru Șoltoianu sunt arestați : după jumătate de an de anchetă, dosarul nr. 6648 privind lotul Usatiuc-Ghimpu-Graur este trimis la Curtea Supremă de Justiție a RSSM. Judecata durează trei zile : acuzații sunt condamnați la șase sau șapte ani de lagăr corecțional cu regim sever și cinci ani de deportare, în baza art. 67, partea I și art. 69 ale Codului Penal al RSSM. O mulțime de basarabeni și bucovineni sunt anchetați, dați afară de la lucru, în special, din învățământ. O mulțime de elevi și studenți sunt eliminați din instituțiile de învățământ. Mai mulți tineri au fost puși sub urmărire.

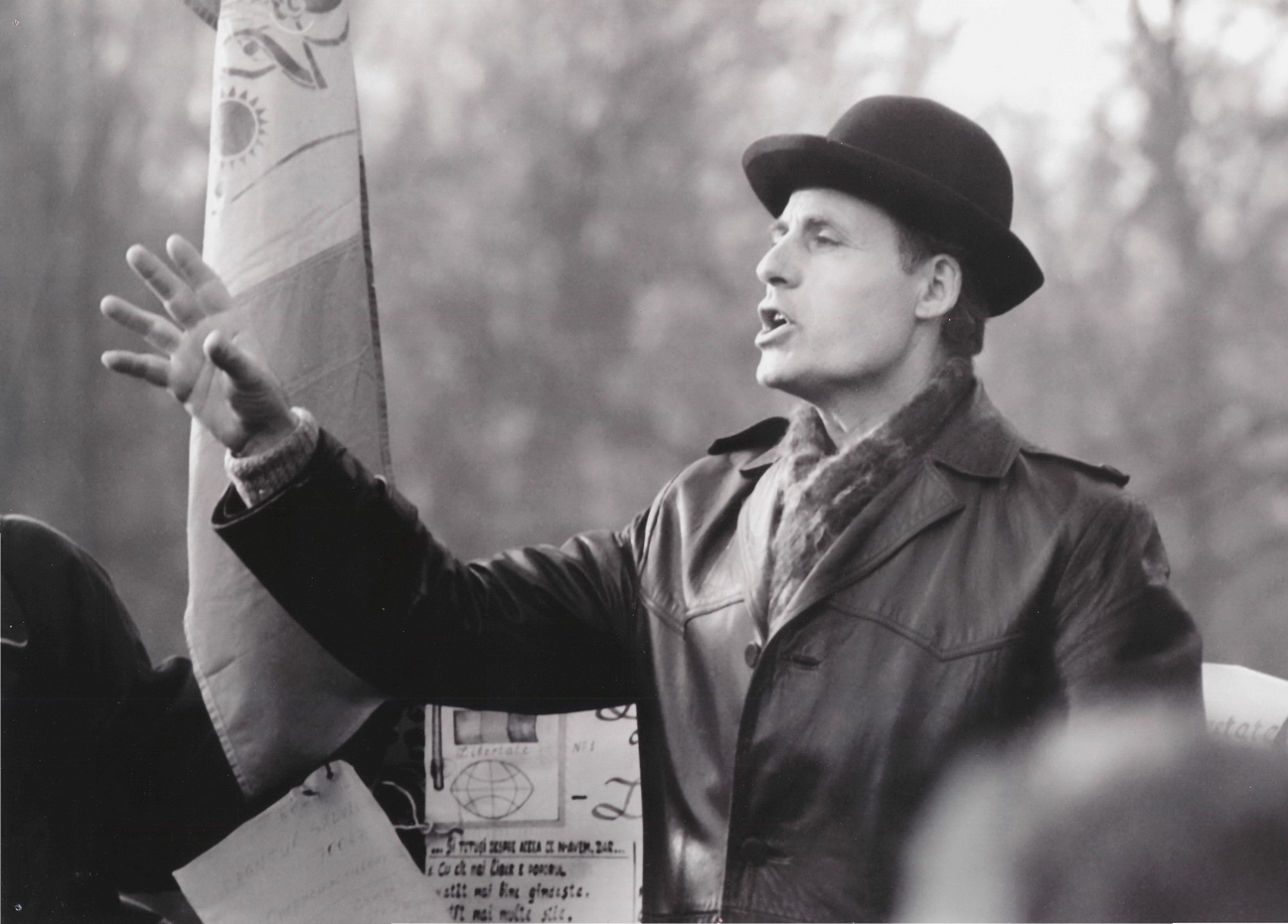
Gheorghe Ghimpu la o întrunire a Frontului Popular

Odată cu proclamarea restructurării (Перестройка : perestroika), Alexandru Usatiuc-Bulgăr, Gheorghe Ghimpu, Valeriu Graur și Alexandru Șoltoianu, împreună cu mulți alții, se încadrează activ în Mișcarea de Renaștere Națională și de democratizare a societății, fiind autori ai proiectelor de lege privind reabilitarea victimelor regimului totalitar de ocupație și despre controlul de stat. La 27 aprilie 1990, Sovietul Suprem al RSSM aprobă tricolorul ca drapel de stat.

#### Independența Republicii Moldova
În cadrul politicii sovietice de Гласность („glasnost”: transparență) și de Перестройка („perestroika”: reformă) inițiată de către Mihail Gorbaciov, sentimentele naționale locale devin, ca în celelalte republici unionale sovietice, sinonime de deschidere și de Равенсность ("ravensnost": a fi, pentru băștinași, deopotrivă, egali cu populațiile ruse sau rusofone aduse aici de URSS). Sentimentele românești, care în ciuda politicii de rusificare, dăinuiseră parțial între Prut și Nistru, determină parlamentul Republicii Moldova de la Chișinău, în septembrie 1989, să declare limba română drept limbă oficială și să admită oficial „identitatea lingvistică Moldo-Românească”, conform datelor științifice care consideră că atâta vreme cât două popoare se pot înțelege spontan și în întregime fără să aibă nevoie de traducători, ele vorbesc aceeași limbă.
Pe 6 mai 1990, România și Republica Moldova desființează restricțiile privind călătoria între cele două state și sute de mii de persoane trec râul Prut care marchează granița dintre acestea.
În cuvântarea sa ținută Parlamentului României din februarie 1991, Mircea Snegur, președintele Republicii Moldova, a vorbit despre identitatea comună a moldovenilor și a românilor, referindu-se la românii de pe ambele părți ale Prutului și la teritoriile românești ocupate de sovietici.

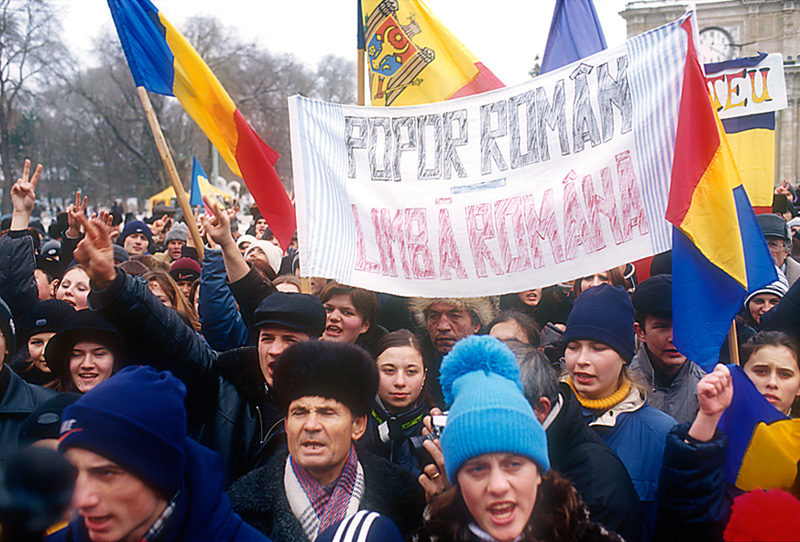
Demonstrații în Chișinău, februarie 2002

În 1991, Republica Moldova oficializează ca limbă de stat „Limba română”, ca steag național drapelul tricolor românesc cu o stemă moldovenească, ca imn național Deșteaptă-te, române!, imnul național al României, și ca deviză „Virtus romana rediviva”. La acel moment se aștepta și spera o unire cât mai rapidă a celor două țări, dar parlamentele celor două țări nu îndrăzniră să proclame această unire din cauza considerentelor geopolitice și presiunilor economice: România intră în sfera de influență a Uniunii Europene, în timp de Republica Moldova, membră a C.S.I., rămâne în sfera de influență a Rusiei, care ocupa Transnistria și Tighina. În fața dificultăților economice, entuziasmul inițial din Moldova devine minoritar în masa populației, și începând cu 1993 Republica Moldova și România au început să se distanțeze. Președintele român Ion Iliescu declară că România „nu poate absorbi un milion de ruși cu forța”, în timp ce președintele Moldovean Mircea Snegur elaborează doctrina: „un popor, două state”.
În anul următor, distanțarea crește: Constituția Moldovei, adoptată în 1994, reia termenul de „limbă moldovenească” în loc de „română”, deviza „Virtus romana rediviva” este înlocuită prin „Virtus Moldaviae rediviva” iar imnul a devenit Limba noastră. O controversă identitară traduce în interiorul țării lupta influențelor „româno-europeană” pe de-o parte, și „ruso-comunistă” pe de alta: această confruntare există și în țările vecine, România și Ucraina, dar sub forme care nu implică identitatea națională (deși atât la București cât și la Kiev, pro-comuniștii afirmă a fi singurii adevărați patrioți, și îi acuză pe pro-europeni de trădare a intereselor țării și poporului). Încercarea din 1996 a președintelui Mircea Snegur de a schimba din nou denumirea limbii oficiale în „română” a fost respinsă de Parlamentul Republicii Moldova, și considerată de minoritatea rusă a fi o „promovare a expansionismului românesc”.

## Acțiunea 2012

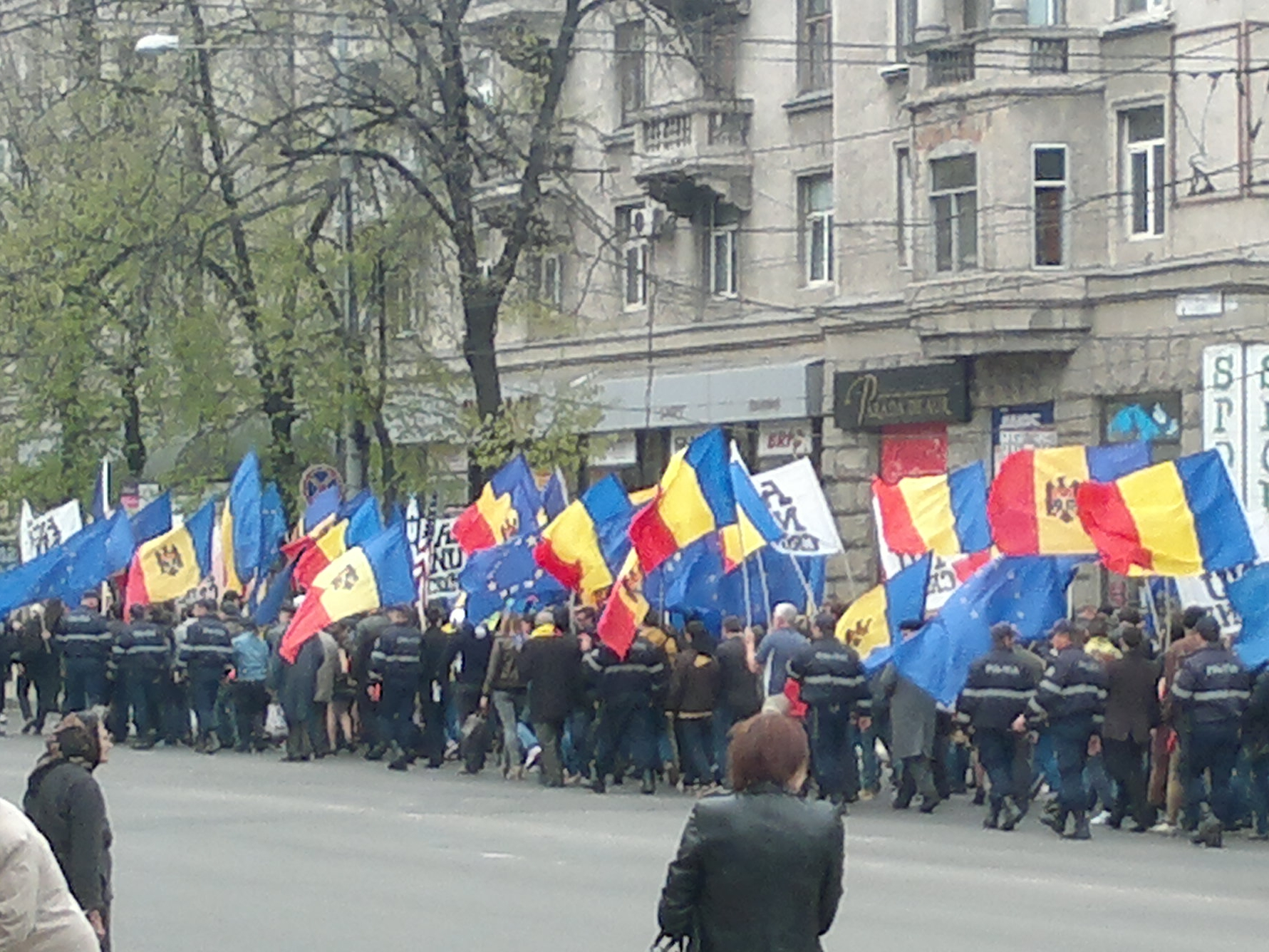
Manifestare pro-europeană și pro-unire la Chișinău, aprilie 2014

În aprilie 2011, o coaliție de ONG-uri din România și Republica Moldova a creat platforma civică "Acțiunea 2012" al cărei scop este de a „sensibiliza opinia publică cu privire la necesitatea unificării României cu Republica Moldova”. Anul 2012 a fost ales cu referire la comemorarea divizării din 1812 a Moldovei istorice, când Imperiul Rus a anexat partea de est  ce mai târziu se va numi Basarabia. În data de 16 mai 2015, Acțiunea 2012, alături de alte câteva zeci de asociații s-au coalizat în Blocul Unității Naționale(BUN). Actualmente lider al BUN este unionistul originar din Chișinău, Ion Leașcenco. Susținătorii acțiunii înțeleg unificarea ca o reparație a acestei divizări istorice, inspirați de Unirea Basarabiei cu România (1918-1940) care a fost perturbată de ocupația sovietică.

## Situația actuală

Harta unei posibile organizări teritoriale a statului unificat (fără Transnistria).

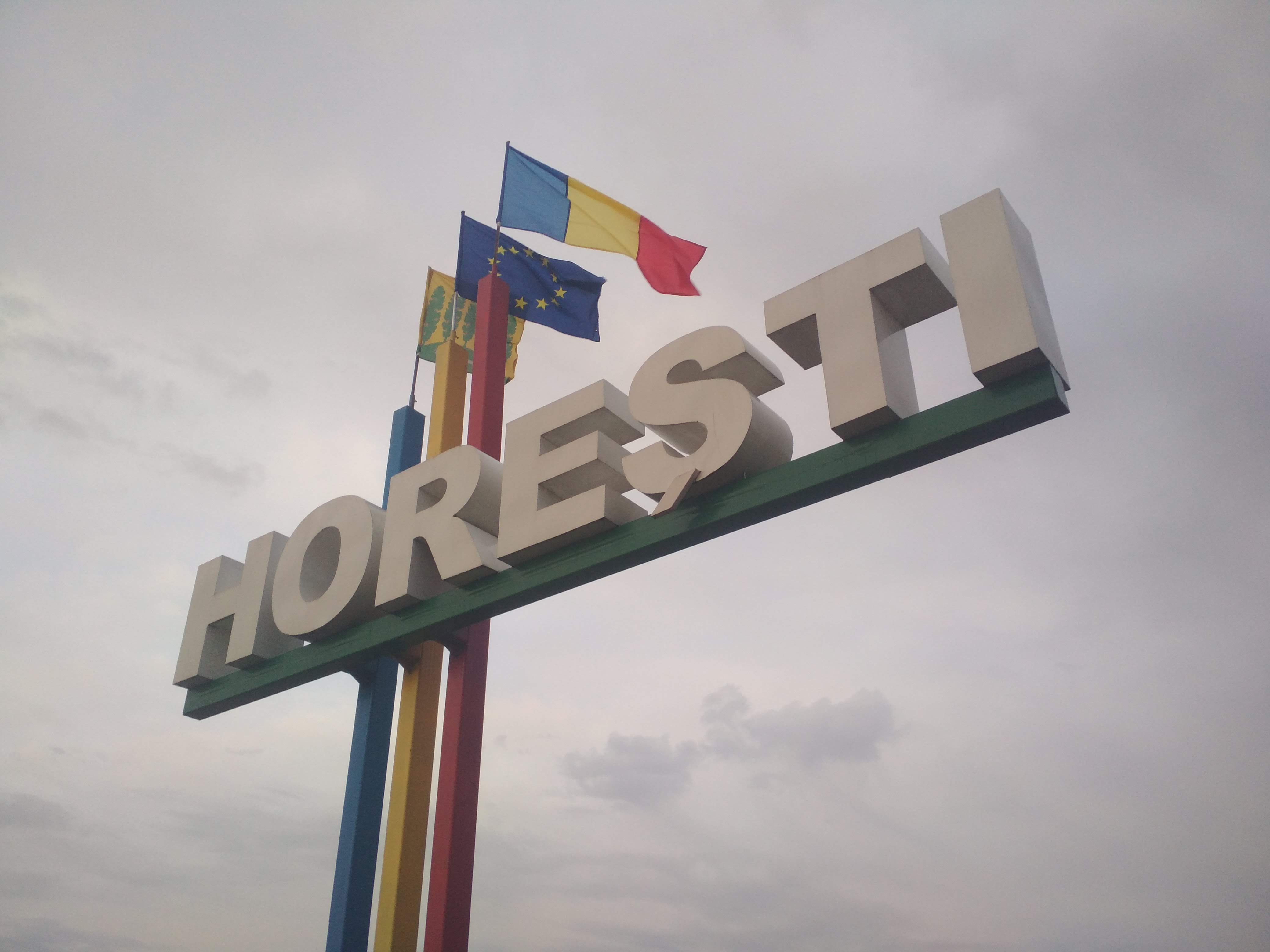
Drapelul românesc care a stat timp de 3 luni la intrarea în Horești, Republica Moldova (martie 2019)

#### Extinderea teritorială a unirii
Potrivit diferitelor propuneri ale mișcărilor unioniste, există cinci variante ale unei eventuale uniri:
- Unirea politică a Republicii Moldova și României prin contopirea într-un singur stat, în frontierele „de jure” (de drept) actuale (ceea ce implică preluarea de către noul stat a problemei transnistrene și a legăturilor acesteia cu Federația Rusă) și indiferent de situația politico-administrativă a unităților teritoriale actuale, care pot fi păstrate sau reformate în cadrul noului stat;

În august 2016 peste 100 de asociații civice și grupuri de inițiativă au semnat „Alianța pentru Centenar”, fiecare dintre entitățile semnatare asumându-și acțiuni ce vor apropia cele două maluri românești. La Chișinău, Mișcarea Unionistă este reprezentată printr-o coaliție de asociații civice „Blocul Unității Naționale” , președinte Ion Leașcenco, o coaliție ce înglobează peste 20 de asociații obștești cele mai active fiind mișcarea civică „Tinerii Moldovei”, în frunte cu tinerii Vitalie Prisăcaru, Anatol Ursu, Artemis Bălan și Igor Budeanu și asociația Unirea - ODIP, președinte Vlad Bilețchi.
Asociațiile civice colaborează cu deputatul unionist Constantin Codreanu, președintele Comisiei pentru Românii din Afara Granițelor Țării din Parlamentul României.
- Unirea politică a Republicii Moldova și României prin contopirea într-un singur stat, în frontierele „de facto” (de fapt) actuale (ceea ce implică renunțarea noului stat la teritoriul controlat de statul auto-proclamat al Transnistriei,[24] acesta având atunci de ales între independență, alipirea la Ucraina sau alipirea la Rusia: această variantă a fost denumită de presă „planul Belkovski”); o problemă cu această soluție are fi faptul că noile granițe ale statului român ar exclude moldovenii care locuiesc în Transnistria (aceștia fiind 33,2% din populația transnistreană, potrivit recensământului din 2015), și care sunt majoritari în orașele Camenca și Grigoriopol.
- Unirea politică a Republicii Moldova și României prin contopirea într-un singur stat, în frontiere stabilite printr-un tratat internațional după un schimb teritorial cu Ucraina, bazat pe menținerea suprafeței actuale a Ucrainei (adică a echivalenței între suprafețele schimbate) în care teritorii de pe malul stâng al Nistrului ar fi cedate acesteia în schimbul raionului Reni, fâșiilor de teritoriu din Bugeac situate la sud sau est de calea ferată Reni-Tighina și insulelor dunărene Maican și Limba de pe brațul Chilia:[25] această variantă a fost denumită de presă „planul Andronic-Dungaciu-Filat”);
- Unirea politică a Republicii Moldova și României prin federalizarea celor două state (care și-ar păstra fiecare suveranitatea) într-o comunitate economică, monetară, vamală și militară (această variantă este inspirată din ideea „un popor, două state” a lui Mircea Snegur);
- Unirea exclusiv culturală (nici politică si nici teritorială), prin care cele două state ar fi menținute în hotarele și alianțele lor actuale, dar prin care populația romanică din Republica Moldova ar fi constituțional recunoscută ca fiind română, astfel ca și moldovenii, aidoma rușilor, ucrainenilor sau bulgarilor, să aibă dreptul de a se socoti membrii unui popor, vorbitorii unei limbi și vectorii unei culturi depășind hotarele Republicii, fără a fi siliți, pentru a avea acest drept, să fie socotiți „minoritate” în propria lor țară, cum este cazul celor care se declară „români” în sistemul actual.

### Sondaje de opinie în Republica Moldova
International Republican Institut[en] în parteneriat cu organizația Gallup efectuează periodic sondaje de opinie în Republica Moldova în legătură cu diverse aspecte social politice. Rezultatele de mai jos reflectă percepția publică asupra chestiunii unirii.
| Realizatorul sondajului         | Perioada realizării sondajului | Eșantion | De acord | Împotrivă | Indeciși |
| ------------------------------- | ------------------------------ | -------- | -------- | --------- | -------- |
| [ 27 ]                          | aug.–sep. 2011                 |          | 31%      | 59%       | 10%      |
| [ 28 ]                          | ian.–feb. 2011                 |          | 28%      | 63%       | 9%       |
| CSRR                            | 1–15 feb. 2014                 | 1.155    | 54%      | 32%       | 15%      |
| CSRR                            | 1–15 feb. 2014                 | 1.155    | 52%      | 32%       | 15%      |
| [ 30 ]                          | noi. 2015                      |          | 21%      | 53%       | 17%      |
| [ 31 ]                          | oct. 2016                      |          | 51%      | 49%       | 0%       |
| Centrul Social-Politic European | 1-19 apr. 2018 (doar Chișinău) |          | 55%      | 45%       | 0%       |
| FOP                             | 20-30 noi. 2019                | 1.201    | 29,3%    | 56,7%     | 14%      |
| IMAS                            | 2–14 dec. 2019                 | 1,090    | 34%      | 54%       | 12%      |
| IMAS                            | 14-27 iun. 2020                | 1,105    | 37%      | 52%       | 11%      |
| BOP                             | 8-20 oct. 2020                 | 1.124    | 33,3%    | 48,3%     | 18,3%    |
| iData                           | 15–31 ian. 2021                | 1,264    | 37,5%    | 62,5%*    | 0%       |
| iData                           | 9–16 feb. 2021                 | 1,252    | 37,5%    | 62,5%*    | 0%       |
| iData                           | 20–31 mar. 2021                | 1.314    | 43,9%    | 56,1%*    | 0%       |
| IMAS                            | 12-27 apr. 2021                | 1.103    | 50%      | 43%       | 7%       |
| WatchDog.md, IPP și CBS–AXA     | 2–8 iun. 2021                  | 1.154    | 35%      | 47,3%     | 17,8%    |
| BOP                             | 12-27 iun. 2021                | 1.161    | 41%      | 46%       | 13%      |
| iData                           | iulie 2021                     |          | 41,2%    | 58,8%*    | 0%       |
| iData                           | august 2021                    |          | 38,9%    | 61,1%*    | 0%       |
| iData                           | 3-18 oct. 2021                 | 834      | 43,8%    | 56,2%*    | 0%       |
| iData                           | 15-25 noi. 2021                | 1.047    | 41,2%    | 58,8%*    | 0%       |
| IDIS–CBS Research–IPRI          | 25 ian. - 5 feb. 2022          | 1.134    | 34,4%    | 49,6%     | 16%      |
| IDIS–CBS Research–ISPRI         | 12 sep. - 11 oct. 2022         | 1.066    | 39,7%    | 51,8%     | 8,5%     |
| CBS–IPP                         | 29 oct.–10 noi. 2022           | 1.132    | 35,0%    | 47,4%     | 17,6%    |

*În sondajele "iData" nu sunt precizați cei indeciși, aceștia fiind trecuți la împotrivă.
Chiar dacă cei care se declară împotrivă sunt majoritari, numărul celor care sunt de acord crește constant în ultimii ani.
|  | Graficele sunt indisponibile din cauza unor probleme tehnice. Mai multe informații se găsesc la Phabricator și la wiki-ul MediaWiki. |

Notă1 = 22% consideră că acest lucru este bun din punct de vedere economic, 17% nu ar fi împotrivă.

### Sondaje de opinie în România
Un sondaj efectuat în noiembrie-decembrie 2010 și analizat pe larg în studiul Republica Moldova în conștiința publică românească a abordat și chestiunea unirii.
| Întrebare                                                                                                | Foarte mare măsură | Mare măsură | Mică măsură | Foarte mică măsură | NȘ/NR |
| --- | ------------------ | ----------- | ----------- | ------------------ | ----- |
| Unirea ar trebui sa fie un obiectiv național pentru România?                                             | 42%                | 29%         | 10%         | 4%                 | 15%   |
| Mai devreme sau mai târziu, Republica Moldova și România ar trebui sa se unească după modelul Germaniei? | 16%                | 29%         | 16%         | 11%                | 28%   |

#### Alte sondaje
| Realizatorul sondajului | Perioada realizării sondajului | Eșantion | Întrebare                                                             | Da    | Nu    | NȘ/NR |
| ----------------------- | ------------------------------ | -------- | --------------------------------------------------------------------- | ----- | ----- | ----- |
| INSCOP Research         | 11-18 ianuarie 2022            | 1.162    | Sunteți de acord cu unirea Basarabiei / Republica Moldova cu România? | 74,5% | 21,1% | 4,3%  |

#### Costul economic al unirii
Consecințele economice ale unificării celor două state nu sunt neglijabile. Aritmetic, rezultatele unificării pentru anul 2023 ar fi următoarele:
| Țara       | Populația  | Suprafață   | Densitate | PIB              | PIB/locuitor/PPC |
| ---------- | ---------- | ----------- | --------- | ---------------- | ---------------- |
| România    | 19,038.098 | 238.391 km2 | 81,4      | 348,9 miliarde $ | 41,633 $         |
| R. Moldova | 2.597.1001 | 29.683 km2  | 90,3      | 15,8 miliarde $  | 16,840 $         |
| Țara unită | 21,635.198 | 268.074 km2 | 82,4      | 364,7 miliarde $ | 38,656 $         |

- Populația, suprafața și densitatea RM exclude teritoriul din Stânga Nistrului (cca. 0,5 mln)

#### Condițiile politice
Până recent, unirea României cu Moldova a fost considerată improbabilă, din cauza unei lipse de interes din partea ambelor țări. În România, deși majoritatea partidelor politice au sprijinit conceptul, cel puțin teoretic, unirea ar reprezenta cel mai probabil o povară pentru economia țării, așa cum reiese din datele de mai sus, deoarece Moldova este în prezent cea mai săracă țară din Europa. Din acest motiv, Uniunea Europeană se arată în general ostilă unionismului, și, deși a sprijinit și sprijină Moldova în politica sa externă, mulți analiști politici dispută pregătirea politică a Moldovei, și faptul că ar fi progresat suficient pentru unificare. Alt motiv, pentru care și membrii OTAN-ul sunt reticenți față de unionism, este că unirea ar fi socotită de Federația Rusă drept o provocare, cum reiese clar din declarațiile succesive ale liderilor ruși. Din acest motiv, o eventuală unificare nu ar cuprinde decât acea parte a Moldovei aflată la vest de râul Nistru, deoarece Transnistria unde sunt staționate și trupe ruse, aflată de cealaltă parte a fluviului, refuză să facă parte din statul român, oficialii transnistrieni admițând unirea Moldovei cu România, numai atâta timp cât Transnistria nu e inclusă.
În perioada de dinainte de 2005, doar Mișcarea Unionistă din Republica Moldova și Partidul Popular Creștin Democrat au sprijinit activ unificarea. Însă, poziția Creștin-Democraților a devenit nesigură după colaborarea acestora, începând din 2005, cu Partidul Comuniștilor din Republica Moldova. Datorită acestei schimbări în politica Republicii Moldova, a fost creat Partidul Național Liberal (similar partidului cu același nume din România), care susține cauza uniunii dintre România și Republica Moldova și a integrării în UE.
Cu toate acestea, discuțiile cu privire la unificare sunt în creștere după cum poate fi observat din diferite articole din presă și forumurile de pe internet din ambele țări.
În 2004, publicația română Ziua a publicat o serie de articole în care un diplomat rus susținea un plan care afirma că ar fi susținut de Vladimir Putin și prin care se accepta unirea Moldovei cu România în schimbul recunoașterii de către România a independenței Transnistriei sau a alipirii acesteia la Federația Rusă. Președintele rus, Putin, nu a confirmat sau infirmat aceste afirmații. Jurnaliștii români, însă, au considerat false aceste articole, întrucât nu se specifica nimic legat de situația orașului Tighina aflat sub controlul auto-proclamatelor autorități din Transnistria și nu explica cum ar putea convinge Rusia un stat independent — Republica Moldova — să accepte această uniune.
În ianuarie 2006, președintele României, Traian Băsescu și-a declarat public susținerea puternică pentru integrarea Republicii Moldova în UE, afirmând că „politica României ar trebui să fie unificarea națiunii române în interiorul UE”, soluție rezonabilă, căci ar înlătura reținerile unora din Europa față de o nouă „reîntregire” română.
Conform sondajelor din martie 2006, 51% din populația României sprijină reunirea cu Republica Moldova, iar 27% sunt împotrivă. Dintre partizanii reuniunii, 28% sprijină unirea, incluzând Transnistria, iar 16% fără Transnistria.
În iulie 2006, președintele României, Traian Băsescu, a declarat că a făcut o propunere președintelui de atunci al Republicii Moldova, Vladimir Voronin, astfel încât să adere ambele țări la UE împreună. Această ofertă, a fost refuzată de către Voronin (care din 2009 nu mai este președinte la Chișinău), iar Băsescu a declarat în continuare că va respecta această decizie a Republicii Moldova, iar România va ajuta Moldova să intre pe drumul de integrarea în Uniunea Europeanǎ.
Pe parcursul anului 2006, mișcarea unionistă a câștigat teren, subiectul fiind mult mai discutat în ziarele din România, iar peste 100.000 de cetățeni ai Republicii Moldova au cerut pașapoarte românești în doar două luni, august și septembrie 2006. Un articol în publicația Cotidianul , care estima costul unificării la 30-35 miliarde de dolari a provocat un val de reacții negative în publicații precum Ziua  sau unele publicații din Republica Moldova — Timpul și Jurnal de Chișinău, care acuzau Cotidianul de exagerarea costurilor și limitarea uniunii doar la dimensiunea materială.
La finalul anului 2006, în lunile noiembrie și decembrie, a existat o explozie de cereri de obținere a cetățeniei române, din partea cetățenilor Republicii Moldova, consulatul României nemaifăcând față la numărul de cereri.
În urma declarării independenței Kosovare, ziarul moscovit Pravda a publicat un articol care exprimă îngrijorarea Rusiei pentru posibila unificare a Republicii Moldova cu România, în contextul precedentului Kosovo. Mai mult, ziarul estimează poziția Moscovei astfel: „astăzi pentru Moscova este mai importanta o altă problemă: să nu admită anexarea fostei Basarabii de către România”. Această declarație se încadrează în ansamblul manifestărilor politice, diplomatice și militare ale luptei de influență, în jurul Mării Negre, între Federația Rusă și OTAN-ul împreună cu Uniunea Europeană, luptă care se desfășoară și în Ucraina („revoluția portocalie”) sau în Georgia (conflictul din Abhazia și Osetia de Sud). În acest context, mișcarea pentru reunificarea României cu Moldova se situează geopolitic în rândul fenomenelor pe care strategii OTAN-ului le definesc ca un containment („îngrădire”) al influenței Rusiei, în timp ce politica Transnistriei și a forțelor care, în Republica Moldova, se opun reunificării, se situează în rândul fenomenelor care manifestă și susțin influența Rusă, pe care se și bazează.
Pe 7 aprilie 2009 peste 30 de mii de persoane au ieșit pe străzile Chișinăului, ca să conteste victoria comuniștilor la alegeri, scandând „Vrem alegeri repetate” și „Jos comuniștii”. În timpul demonstrațiilor, unii dintre manifestanți au agitat steaguri românești și au arborat drapelului României și al Uniunii Europene pe clădirile Parlamentului și Președinției.
În cursul zilei de 8 aprilie, Vladimir Voronin, președinte în exercițiu după expirarea mandatului de șef al statului pe 7 aprilie, a reiterat acuzațiile că România s-ar fi aflat în spatele protestelor violente de la Chișinău, anunțând expulzarea ambasadorului român la Chișinău, Filip Teodorescu și introducerea sistemului de vize pentru cetățenii români.
În urma alegerilor anticipate din iulie 2009, Partidul Comuniștilor a pierdut majoritatea în Parlament, în favoarea partidelor de opoziție PL, PLDM, AMN și PDM. Acestea au constituit o coaliție de guvernare sub numele de Alianța pentru Integrare Europeană (AIE), iar ca urmare a poziției pro-europene a noii conduceri de la Chișinău, pentru prima dată după 8 ani de guvernare comunistă ostilă României a început un dezgheț al relațiilor bilaterale dintre București și Chișinău.
Președintele prin interim al Republicii Moldova, Mihai Ghimpu, a declarat de mai multe ori că se consideră român și chiar că este unionist. Însă a ținut să precizeze că acestea sunt doar viziunile sale personale, și că unirea după model german cu România nu este pe agenda politică a noii conduceri de la Chișinău.
După ce pentru prima dată în istoria Republicii Moldova un partid pro-european a câștigat de unul singur majoritatea parlamentară, noua guvernare a Republicii Moldova, cât și președintele Republicii Moldova, Maia Sandu, au anunțat că se pronunță pentru aderarea Republicii Moldova la Uniunea Europeană, dar nu urmăresc aderarea în NATO. Referitor la unirea cu România, Maia Sandu a declarat în decembrie 2021 că este un proiect major care are nevoie de o majoritate covârșitoare, mai mult decât 50%+1 din voturi. Înainte de a deveni președinte, Maia Sandu declarase că unirea nu se mai poate face ca în 1918, ci ar fi necesară organizarea unui referendum.

#### Unireaunul câte unulși controversele suscitate de aceasta
Unirea personală a cetățenilor Moldoveni cu România (după expresia lui Mircea Druc) consistă în acordarea cetățeniei române pentru cetățenii Republicii Moldova. În data de 18 decembrie 2007, Traian Băsescu a declarat pe postul TV public că în spiritul apropierii dintre Republica Moldova și România ar trebui ca cetățenia română să fie acordată tuturor cetățenilor din Republica Moldova, chiar dacă nu sunt de origine etnică română. Acestă propunere a fost pusă în practică, el declarând că în 2008 au primit cetățenie română aproape 2500 de persoane, iar în 2009 14 000, în timp ce alte mii de dosare erau în curs de procesare. În anul 2010 se preconizează un ritm de eliberare al pașapoartelor de 10 000 pe lună.
Această situație a stârnit diverse reacții, în general ostile, în Uniunea Europeană. În 13 iulie 2010 Der Spiegel afirmând că prin asta s-ar permite cetățenilor unui stat care nu face parte din UE să intre, totuși, ușor în UE, „prin ușa din spate”, și că asta ar reprezenta o extindere pe ascuns a EU spre Est, fără a avea vreo aprobare în acest sens prin vreun referendum sau acord cu Bruxelles, Berlin sau Paris. De asemenea, Der Spiegel afirmă că doar 2% din moldoveni se declară români, iar pe moldoveni nu-i interesează unirea cu România, care, oricum, ar fi, alături de Bulgaria, una dintre cele mai sărace țări de pe continent, ci accesul în Europa, unde să-și ofere ieftin forța de muncă.
Articolul din "Der Spiegel" a primit replica Ministerului Afacerilor Externe din România sub forma unui comunicat acordat presei centrale, în care se spune că faptul că unii dintre foștii cetățeni români și-au pierdut cetățenia din motive neimputabile lor este o chestiune de notorietate, iar in materia redobândirii cetățeniei România nu face excepție de la normele europene, și că articolul 10 din Legea cetățeniei române conține prevederi similare cu articolul 116 din constituția Republicii Federale Germania, care reglementează faptul că „foștii cetățeni germani, care în perioada 30 ianuarie 1933 – 8 mai 1945 și-au pierdut cetățenia din motive politice, etnice sau religioase, precum și descendenții acestora pot redobândi, la cerere, cetățenia germană”. În plus, o parte a presei remarcă că nici pentru absorbția RDG nu s-a organizat vreun referendum la nivel european, statele continentului luând act de voința liber exprimată a germanilor de a trăi într-o singură țară, iar prin acest act au intrat în UE 18 milioane de germani, în timp ce în cazul Republicii Moldova este vorba de numai 3 milioane.
În 2021, se estima faptul că peste 642.000 de cetățeni ai Republicii Moldova au redobândit cetățenia română, în timp ce alte 60.000 de cereri așteptau să fie soluționate. De asemenea, estimările arată că aproximativ unul din 4 cetățeni ai Republicii Moldova are și cetățenia română.

### Rolul controversat al lui George Simion în mișcarea unionistă
Activistul și politicianul George Simion, lider al partidului Alianța pentru Unirea Românilor (AUR), a fost un personaj controversat în contextul mișcării unioniste dintre Republica Moldova și România. Deși s-a prezentat public drept un susținător al unirii celor două state, mai multe voci din spațiul public și politic precum Alecu Reniță, Valentin Dolganiuc și Anatol Șalaru au acuzat că acțiunile și discursurile sale au avut, în realitate, un efect de compromitere a cauzei unioniste.
Mai multe surse media și oficiali din România, Republica Moldova și Ucraina au semnalat legături suspecte între George Simion și serviciile secrete rusești, sugerând că acesta ar fi promovat o agendă pro-Kremlin camuflată sub retorica unionistă. De exemplu, fostul ministru al Apărării din Republica Moldova, Anatol Șalaru, l-a acuzat pe Simion că acționează ca un „agent de influență al Rusiei”, afirmând că stilul agresiv și extremist al acestuia afectează grav credibilitatea și legitimitatea mișcării unioniste atât în România, cât și în Republica Moldova.
Controversele s-au amplificat după ce presa a publicat argumente privind întâlniri ale lui Simion cu persoane apropiate serviciilor de informații ale Federației Ruse. Aceste informații au fost confirmate și de autoritățile ucrainene, care au impus liderului AUR o interdicție de intrare pe teritoriul Ucrainei.
Un alt aspect controversat a fost refuzul public al lui Simion de a sprijini Republica Moldova în eventualitatea unui atac militar al Rusiei, poziție care a fost interpretată de diferiți analiști precum Ion Tăbârță, Mihai Isac și Anatol Șalaru ca o dovadă a agendei antioccidentale și antiunioniste promovate de AUR sub conducerea sa.
În primăvara anului 2025, George Simion a pierdut în instanță un proces intentat lui Anatol Șalaru pentru calomnie, instanța de judecată din Chișinău respingând acuzațiile lui Simion, confirmând astfel legitimitatea afirmațiilor fostului ministru privind presupusele legături ale lui Simion cu serviciile secrete rusești.
Criticii, precum diplomatul Mihai Gribincea și foști voluntari ai mișcării „Acțiunea 2012”, susțin că, prin radicalismul discursului său și prin presupusele sale legături cu forțe ostile intereselor euroatlantice, George Simion a reușit nu să întărească curentul unionist, ci să-l transforme într-o temă divizivă, stigmatizată și vulnerabilă la instrumentalizare geopolitică.
În turul 2 al alegerilor prezidențiale din 2025, George Simion a obținut doar 18,868 (12%) din cele 157,188 voturi valide ale diasporei românești din Republica Moldova.

## Diferențe și convergențe față de modelul german și de alte unionisme
Mișcarea unionistă din cele două țări susține ideea reunificării Republicii Moldova cu România bazându-se pe identitatea cultural-lingvistică dintre băștinașii celor două state, și pe istoria comună a moldovenilor de pe ambele maluri ale Prutului, până în 1812, între 1918 și 1940 și între 1941 și 1944. Privind modalitățile unirii, se referă la modelul reunificării germane din 1990.
Există însă, față de modelul german, diferențe: 
1. În ciuda faptului că până în 1871, Germania nu exista, în locul ei găsindu-se regate, principate și ducate diferite (cu limbi germanice diferite), în mentalul colectiv al populației din Est sentimentul germanității nu a fost niciodată combătut de autoritățile sovietice, apoi comuniste din RDG, al cărei nume oficial era Republica Democrată Germană, iar chestiunea reunificării nu a fost niciodată respinsă, depinzând de condițiile acesteia.
2. Germania de Vest era considerată de către elita politică a RDG-ului ca fiind „teritoriu național aflat sub ocupație capitalistă”: în Germania de Est nu a fost niciodată promovată o identitate națională diferită față de cea a celorlalți germani, limba era denumită tot germană, minoritățile conlocuitoare (slavii Sorabi) reprezentau sub 2% din populație și trăiau acolo din Evul Mediu, nu erau colonizate recent de Imperiul țarist sau de URSS și nu erau în poziție social-economică dominantă, iar în momentul căderii zidului Berlinului, cvasi-totalitatea cetățenilor doreau și revendicau unirea.
3. existența altor trei state germanofone sau preponderent germanofone: Austria, Elveția și Liechtenstein, separate de Germania, cu existența cărora oamenii sunt obișnuiți de veacuri, care nu suscită controverse fiind bazate pe același model social și politic ca și Germania, în care limba poartă același nume, și în care orice vorbitor al Germanei se poate referi nestingherit la Germania, la istoria și cultura poporului german, fără să fie socotit de autorități ca fiind un partizan al imperialismului german.[82]

Unionismul românofonilor din România și Republica Moldova este unul dintre numeroasele unionisme existând în Europa și în lume: cel german, care a reușit, precum și cele ale Yemenului și Vietnamului, dar și cele, mult mai numeroase, care au dat greș: 
1. Austria cu Germania, în 1918;
2. Coreea;
3. țările arabe între ele;
4. Ciprul cu Grecia;
5. Macedonia de Nord cu Bulgaria;
6. țările sârbești și croate după prăbușirea Iugoslaviei;
7. Kosovo-ul cu Albania;
8. Osetia de Nord cu cea de Sud;
9. Republica irlandeză cu regiunea britanică Irlanda de Nord;
10. jumătățile franceză și olandeză ale insulei Sf. Martin, aflată în Caraibe ș.a.

În cele mai multe din aceste cazuri, forțele centrifuge au fost mai puternice decât cele unioniste. Un caz particular este Armenia cu Karabagul, unire efectivă pe teren, dar nerecunoscută juridic.